# Barbora Krejčíková
Barbora Krejčíková (Brno, 18 de desembre de 1995) és una tennista professional txeca especialitzada en els esdeveniments de dobles.
En el seu palmarès destaquen nou títols de Grand Slam, un individual, cinc en dobles femenins, i tres més en dobles mixts. En total ha guanyat dos títols individuals, nou en dobles femenins i tres en dobles mixts. El títols de Grand Slam en dobles femenins els ha aconseguit sempre al costat de la seva compatriota Kateřina Siniaková, mentre que els tres títols de dobles mixts els ha aconseguit de forma consecutiva a l'Open d'Austràlia. Va ocupar el número 1 del rànquing en dobles durant tretze setmanes entre 2018 i 2021. Va formar part de l'equip txec de la Fed Cup i en va guanyar l'edició de 2018.

## Torneigs de Grand Slam

### Individual: 2 (2−0)
| Resultat   | Núm. | Any  | Torneig       | Oponent                   | Marcador      |
| ---------- | ---- | ---- | ------------- | ------------------------- | ------------- |
| Guanyadora | 1.   | 2021 | Roland Garros | Anastassia Pavliutxénkova | 6−1, 2−6, 6−4 |
| Guanyadora | 2.   | 2024 | Wimbledon     | Jasmine Paolini           | 6−2, 2−6, 6−4 |

### Dobles femenins: 8 (7−1)
| Resultat   | Núm. | Any  | Torneig              | Parella            | Oponents                          | Marcador         |
| ---------- | ---- | ---- | -------------------- | ------------------ | --------------------------------- | ---------------- |
| Guanyadora | 1.   | 2018 | Roland Garros        | Kateřina Siniaková | Eri Hozumi Makoto Ninomiya        | 6−3, 6−3         |
| Guanyadora | 2.   | 2018 | Wimbledon            | Kateřina Siniaková | Nicole Melichar Květa Peschke     | 6−4, 4−6, 6−0    |
| Finalista  | 1.   | 2021 | Open d'Austràlia     | Kateřina Siniaková | Elise Mertens Arina Sabalenka     | 2−6, 3−6         |
| Guanyadora | 3.   | 2021 | Roland Garros (2)    | Kateřina Siniaková | Bethanie Mattek-Sands Iga Świątek | 6−4, 6−2         |
| Guanyadora | 4.   | 2022 | Open d'Austràlia     | Kateřina Siniaková | Anna Danilina Beatriz Haddad Maia | 6−7(3), 6−4, 6−4 |
| Guanyadora | 5.   | 2022 | Wimbledon (2)        | Kateřina Siniaková | Elise Mertens Zhang Shuai         | 6−2, 6−4         |
| Guanyadora | 6.   | 2022 | US Open              | Kateřina Siniaková | Caty McNally Taylor Townsend      | 3−6, 7−5, 6−1    |
| Guanyadora | 7.   | 2023 | Open d'Austràlia (2) | Kateřina Siniaková | Shuko Aoyama Ena Shibahara        | 6−4, 6−3         |

### Dobles mixts: 3 (3−0)
| Resultat   | Núm. | Any  | Torneig              | Parella       | Oponents                        | Marcador         |
| ---------- | ---- | ---- | -------------------- | ------------- | ------------------------------- | ---------------- |
| Guanyadora | 1.   | 2019 | Open d'Austràlia     | Rajeev Ram    | Astra Sharma John-Patrick Smith | 7−6(3), 6−1      |
| Guanyadora | 2.   | 2020 | Open d'Austràlia (2) | Nikola Mektić | B. Mattek-Sands Jamie Murray    | 5−7, 6−4, [10−1] |
| Guanyadora | 3.   | 2021 | Open d'Austràlia (3) | Rajeev Ram    | Samantha Stosur Matthew Ebden   | 6−1, 6−4         |

## Jocs Olímpics

### Dobles femenins
| Any  | Campionat                   | Parella            | Oponents                         | Resultat |
| ---- | --------------------------- | ------------------ | -------------------------------- | -------- |
| 2020 | Jocs Olímpics, Tòquio, Japó | Kateřina Siniaková | Belinda Bencic Viktorija Golubic | 7−5, 6−1 |

## Palmarès

### Individual: 13 (8−5)
| 2009 − 2020             | Després de 2021 |
| ----------------------- | --------------- |
| Grand Slam (2−0)        |                 |
| WTA Finals (0−0)        |                 |
| Premier Mandatory (0−0) | WTA 1000 (1−1)  |
| Premier 5 (0−0)         | WTA 1000 (1−1)  |
| Premier (0−0)           | WTA 500 (2−2)   |
| International (0−1)     | WTA 250 (3−1)   |

| Títols per superfície |
| --------------------- |
| Dura (4−3)            |
| Gespa (1−1)           |
| Terra batuda (3−1)    |

| Resultat   | Núm. | Data                   | Torneig                    | Superfície   | Oponent                   | Marcador         |
| ---------- | ---- | ---------------------- | -------------------------- | ------------ | ------------------------- | ---------------- |
| Finalista  | 1.   | 28 de maig de 2017     | Nuremberg, Alemanya        | Terra batuda | Kiki Bertens              | 2−6, 1−6         |
| Finalista  | 2.   | 13 de març de 2021     | Dubai, Emirats Àrabs Units | Dura         | Garbiñe Muguruza          | 6−7(6), 3−6      |
| Guanyadora | 1.   | 29 de maig de 2021     | Estrasburg, França         | Terra batuda | Sorana Cîrstea            | 6−3, 6−3         |
| Guanyadora | 2.   | 12 de juny de 2021     | Roland Garros, França      | Terra batuda | Anastassia Pavliutxénkova | 6−1, 2−6, 6−4    |
| Guanyadora | 3.   | 18 de juliol de 2021   | Praga, Txèquia             | Terra batuda | Tereza Martincová         | 6−2, 6−0         |
| Finalista  | 3.   | 15 de gener de 2022    | Sydney, Austràlia          | Dura         | Paula Badosa              | 3−6, 6−4, 6−7(4) |
| Guanyadora | 4.   | 2 d'octubre de 2022    | Tallinn, Estònia           | Dura (i)     | Anett Kontaveit           | 6−2, 6−3         |
| Guanyadora | 5.   | 9 d'octubre de 2022    | Ostrava, Txèquia           | Dura (i)     | Iga Świątek               | 5−7, 7−6(4), 6−3 |
| Guanyadora | 6.   | 25 de març de 2023     | Dubai                      | Dura         | Iga Świątek               | 6−4, 6−2         |
| Finalista  | 4.   | 25 de juny de 2023     | Birmingham, Regne Unit     | Gespa        | Jeļena Ostapenko          | 6−7(8), 4−6      |
| Guanyadora | 7.   | 16 de setembre de 2023 | San Diego, Estats Units    | Dura         | Sofia Kenin               | 6−4, 2−6, 6−4    |
| Finalista  | 5.   | 15 d'octubre de 2023   | Zhengzhou, Xina            | Dura         | Zheng Qinwen              | 6−2, 2−6, 4−6    |
| Guanyadora | 8.   | 13 de juliol de 2024   | Wimbledon, Regne Unit      | Gespa        | Jasmine Paolini           | 6−2, 2−6, 6−4    |

### Dobles femenins: 30 (19−11)
| 2009 − 2020             | Després de 2021 |
| ----------------------- | --------------- |
| Grand Slam (7−1)        |                 |
| Jocs Olímpics Or (1)    |                 |
| WTA Finals (1−2)        |                 |
| Premier Mandatory (0−2) | WTA 1000 (2−1)  |
| Premier 5 (1−0)         | WTA 1000 (2−1)  |
| Premier (0−2)           | WTA 500 (2−0)   |
| International (3−3)     | WTA 250 (2−0)   |

| Títols per superfície |
| --------------------- |
| Dura (11−9)           |
| Gespa (3−0)           |
| Terra batuda (4−2)    |
| Moqueta (1−0)         |

| Resultat   | Núm. | Data                   | Torneig                                  | Superfície   | Parella            | Oponents                             | Marcador            |
| ---------- | ---- | ---------------------- | ---------------------------------------- | ------------ | ------------------ | ------------------------------------ | ------------------- |
| Finalista  | 1.   | 19 d'octubre de 2014   | Luxemburg, Luxemburg                     | Dura (i)     | Lucie Hradecká     | Timea Bacsinszky Kristina Barrois    | 6−3, 4−6, [4−10]    |
| Guanyadora | 1.   | 20 de setembre de 2015 | Quebec, Canadà                           | Moqueta (i)  | An-Sophie Mestach  | María Irigoyen Paula Kania           | 4−6, 6−3, [12−10]   |
| Finalista  | 2.   | 14 de febrer de 2016   | Sant Petersburg, Rússia                  | Dura (i)     | Vera Dushevina     | Martina Hingis Sania Mirza           | 3−6, 1−6            |
| Finalista  | 3.   | 30 de juliol de 2017   | Båstad, Suècia                           | Terra batuda | María Irigoyen     | Quirine Lemoine Arantxa Rus          | 6−3, 3−6, [8−10]    |
| Finalista  | 4.   | 7 de gener de 2018     | Shenzhen, Xina                           | Dura         | Kateřina Siniaková | Simona Halep Irina-Camelia Begu      | 6−1, 1−6, [8−10]    |
| Finalista  | 5.   | 1 d'abril de 2018      | Miami, Estats Units                      | Dura         | Kateřina Siniaková | Ashleigh Barty CoCo Vandeweghe       | 2−6, 1−6            |
| Guanyadora | 2.   | 10 de juny de 2018     | Roland Garros, França                    | Terra batuda | Kateřina Siniaková | Eri Hozumi Makoto Ninomiya           | 6−3, 6−3            |
| Guanyadora | 3.   | 15 de juliol de 2018   | Wimbledon, Regne Unit                    | Gespa        | Kateřina Siniaková | Nicole Melichar Květa Peschke        | 6−4, 4−6, 6−0       |
| Finalista  | 6.   | 28 d'octubre de 2018   | WTA Finals, Singapur                     | Dura (i)     | Kateřina Siniaková | Tímea Babos Kristina Mladenovic      | 4−6, 5−7            |
| Finalista  | 7.   | 17 de març de 2019     | Indian Wells, Estats Units               | Dura         | Kateřina Siniaková | Elise Mertens Arina Sabalenka        | 3−6, 2−6            |
| Guanyadora | 4.   | 11 d'agost de 2019     | Toronto, Canadà                          | Dura         | Kateřina Siniaková | Anna-Lena Grönefeld Demi Schuurs     | 7−5, 6−0            |
| Guanyadora | 5.   | 13 d'octubre de 2019   | Linz, Àustria                            | Dura (i)     | Kateřina Siniaková | Barbara Haas Xenia Knoll             | 6−4, 6−3            |
| Guanyadora | 6.   | 11 de gener de 2020    | Shenzhen                                 | Dura         | Kateřina Siniaková | Zheng Saisai Duan Yingying           | 6−2, 3−6, [10−4]    |
| Finalista  | 8.   | 22 de febrer de 2020   | Dubai, Emirats Àrabs Units               | Dura         | Zheng Saisai       | Hsieh Su-wei Barbora Strýcová        | 5−7, 6−3, [5−10]    |
| Guanyadora | 7.   | 7 de febrer de 2021    | Melbourne, Austràlia                     | Dura         | Kateřina Siniaková | Chan Hao-ching Latisha Chan          | 6−3, 7−6(4)         |
| Finalista  | 9.   | 21 de febrer de 2021   | Open d'Austràlia, Austràlia              | Dura         | Kateřina Siniaková | Elise Mertens Arina Sabalenka        | 2−6, 3−6            |
| Guanyadora | 8.   | 8 de maig de 2021      | Madrid, Espanya                          | Terra batuda | Kateřina Siniaková | Gabriela Dabrowski Demi Schuurs      | 6−4, 6−3            |
| Guanyadora | 9.   | 13 de juny de 2021     | Roland Garros (2)                        | Terra batuda | Kateřina Siniaková | B. Mattek-Sands Iga Świątek          | 6−4, 6−2            |
| Guanyadora | 10.  | 31 de juliol de 2021   | Jocs Olímpics, Tòquio, Japó              | Dura         | Kateřina Siniaková | Belinda Bencic Viktorija Golubic     | 7−5, 6−1            |
| Guanyadora | 11.  | 17 de novembre de 2021 | WTA Finals, Guadalajara, Mèxic           | Dura         | Kateřina Siniaková | Hsieh Su-wei Elise Mertens           | 6−3, 6−4            |
| Guanyadora | 12.  | 30 de gener de 2022    | Open d'Austràlia                         | Dura         | Kateřina Siniaková | Anna Danilina B. Haddad Maia         | 6−7(3), 6−4, 6−4    |
| Guanyadora | 13.  | 10 de juliol de 2022   | Wimbledon (2)                            | Gespa        | Kateřina Siniaková | Elise Mertens Zhang Shuai            | 6−2, 6−4            |
| Guanyadora | 14.  | 11 de setembre de 2022 | US Open, Estats Units                    | Dura         | Kateřina Siniaková | Caty McNally Taylor Townsend         | 3−6, 7−5, 6−1       |
| Finalista  | 10.  | 7 de novembre de 2022  | WTA Finals, Fort Worth, Estats Units (2) | Dura (i)     | Kateřina Siniaková | Veronika Kudermétova · Elise Mertens | 2−6, 6−4, [9−11]    |
| Guanyadora | 15.  | 29 de gener de 2023    | Open d'Austràlia (2)                     | Dura         | Kateřina Siniaková | Shuko Aoyama Ena Shibahara           | 6−4, 6−3            |
| Guanyadora | 16.  | 18 de març de 2023     | Indian Wells                             | Dura         | Kateřina Siniaková | B. Haddad Maia Laura Siegemund       | 6−1, 6−7(3), [10−7] |
| Guanyadora | 17.  | 25 de febrer de 2023   | Birmingham, Regne Unit                   | Gespa        | Marta Kostyuk      | Storm Hunter Alycia Parks            | 6−2, 7−6(7)         |
| Guanyadora | 18.  | 16 de setembre de 2023 | San Diego, Estats Units                  | Dura         | Kateřina Siniaková | Danielle Collins CoCo Vandeweghe     | 6−1, 6−4            |
| Finalista  | 11.  | 4 de maig de 2024      | Madrid                                   | Terra batuda | Laura Siegemund    | Cristina Bucșa Sara Sorribes Tormo   | 0−6, 2−6            |
| Guanyadora | 19.  | 28 de juliol de 2024   | Praga, Txèquia                           | Terra batuda | Kateřina Siniaková | B. Mattek-Sands Lucie Šafářová       | 6−3, 6−3            |

#### Períodes com a número 1
| Núm. | Precedida per       | Dates                    | Succeïda per       | Setmanes | Acumulat |
| ---- | ------------------- | ------------------------ | ------------------ | -------- | -------- |
| 1.   | Tímea Babos         | 22/10/2018 − 13/01/2019A | Kateřina Siniaková | 12       | 12       |
| 2.   | Kristina Mladenovic | 14/06/2021 − 11/07/2021  | Elise Mertens      | 4        | 16       |
| 3.   | Elise Mertens       | 27/09/2021 − 17/10/2021  | Elise Mertens      | 3        | 19       |

### Dobles mixts: 3 (3−0)
| Resultat   | Núm. | Data                 | Torneig                     | Superfície | Parella       | Oponents                        | Marcador         |
| ---------- | ---- | -------------------- | --------------------------- | ---------- | ------------- | ------------------------------- | ---------------- |
| Guanyadora | 1.   | 27 de gener de 2019  | Open d'Austràlia, Austràlia | Dura       | Rajeev Ram    | Astra Sharma John-Patrick Smith | 7−6(3), 6−1      |
| Guanyadora | 2.   | 2 de febrer de 2020  | Open d'Austràlia (2)        | Dura       | Nikola Mektić | B. Mattek-Sands Jamie Murray    | 5−7, 6−4, [10−1] |
| Guanyadora | 3.   | 20 de febrer de 2021 | Open d'Austràlia (3)        | Dura       | Rajeev Ram    | Samantha Stosur Matthew Ebden   | 6−1, 6−4         |

### Equips: 1 (1−0)
| Resultat   | Núm. | Data                        | Torneig                                | Superfície | Equip                                             | Oponents                                                  | Marcador |
| ---------- | ---- | --------------------------- | -------------------------------------- | ---------- | ------------------------------------------------- | --------------------------------------------------------- | -------- |
| Guanyadora | 1.   | 10 − 11 de novembre de 2018 | Copa Federació, Praga, República Txeca | Dura (i)   | Petra Kvitová Kateřina Siniaková Barbora Strýcová | Danielle Collins Sofia Kenin Nicole Melichar Alison Riske | 3−0      |

## Trajectòria

### Individual
| Torneig | 2014 | 2015 | 2016 | 2017        | 2018        | 2019        | 2020        | 2021        | 2022        | 2023 | 2024 | Títols  | V – D   |
| --- | ---- | ---- | ---- | ----------- | ----------- | ----------- | ----------- | ----------- | ----------- | ---- | ---- | ------- | ------- |
| Open d'Austràlia | A    | Q2   | Q3   | Q2          | Q3          | Q2          | 2R          | 2R          | QF          | 4R   | QF   | 0 / 5   | 13 – 5  |
| Roland Garros | A    | Q2   | A    | A           | 1R          | Q1          | 4R          | G           | 1R          | 1R   | 1R   | 1 / 6   | 10 – 5  |
| Wimbledon | A    | Q1   | Q2   | Q2          | A           | A           | NC          | 4R          | 3R          | 2R   |      | 0 / 3   | 6 – 3   |
| US Open | Q3   | Q1   | A    | Q1          | Q1          | Q2          | A           | QF          | 2R          | 1R   |      | 0 / 3   | 5 – 3   |
| Jocs Olímpics | NC   | NC   | A    | No celebrat | No celebrat | No celebrat | No celebrat | 3R          | NC          | NC   |      | 0 / 1   | 2 – 1   |
| WTA Finals | A    | A    | A    | A           | A           | A           | NC          | RR          | A           | A    |      | 0 / 1   | 0 – 3   |
| WTA Elite Trophy | A    | A    | A    | A           | A           | A           | No celebrat | No celebrat | No celebrat | RR   |      | 0 / 1   | 1 – 1   |
| Total Victòries−Derrotes | 1−1  | 0−1  | 2−5  | 5−4         | 1−3         | 2−1         | 9−5         | 44−18       |             |      |      | 71 – 40 | 71 – 40 |
| Rànquing a final d'any | 188  | 187  | 250  | 126         | 203         | 135         | 65          | 5           |             |      |      |         |         |
| Llegenda: G: Guanyadora; F: Finalista; SF: Semifinalista; QF: Quarts de final; Q: Qualificació; A: Absent; RR: Round Robin; |      |      |      |             |             |             |             |             |             |      |      |         |         |

### Dobles femenins
| Torneig | 2014 | 2015 | 2016  | 2017        | 2018        | 2019        | 2020        | 2021  | 2022 | 2023 | 2024 | Títols   | V – D    |
| --- | ---- | ---- | ----- | ----------- | ----------- | ----------- | ----------- | ----- | ---- | ---- | ---- | -------- | -------- |
| Open d'Austràlia | A    | A    | 2R    | 2R          | 3R          | QF          | SF          | F     | G    | G    | QF   | 2 / 9    | 31 – 7   |
| Roland Garros | A    | 1R   | SF    | 3R          | G           | 1R          | SF          | G     | A    | 1R   |      | 2 / 8    | 22 – 6   |
| Wimbledon | A    | A    | 1R    | 1R          | G           | SF          | NC          | QF    | G    | A    |      | 2 / 6    | 19 – 4   |
| US Open | A    | A    | QF    | 3R          | SF          | A           | A           | 1R    | G    | 2R   |      | 1 / 6    | 16 – 5   |
| Jocs Olímpics | NC   | NC   | A     | No celebrat | No celebrat | No celebrat | No celebrat | G     | NC   | NC   |      | 1 / 1    | 5 – 0    |
| WTA Finals | A    | A    | A     | A           | F           | RR          | NC          | G     | F    | RR   |      | 1 / 5    | 10 – 6   |
| Total Victòries−Derrotes | 5−3  | 6−5  | 19−11 | 16−15       | 37−15       | 25−12       | 22−5        | 40−10 | 29−7 |      |      | 206 – 86 | 206 – 86 |
| Rànquing a final d'any | 121  | 87   | 32    | 54          | 1           | 13          | 7           | 2     | 3    |      |      |          |          |
| Llegenda: G: Guanyadora; F: Finalista; SF: Semifinalista; QF: Quarts de final; Q: Qualificació; A: Absent; RR: Round Robin; |      |      |       |             |             |             |             |       |      |      |      |          |          |

### Dobles mixts
| Torneig | 2016 | 2017 | 2018 | 2019 | 2020 | 2021 | Títols | V – D  |
| --- | ---- | ---- | ---- | ---- | ---- | ---- | ------ | ------ |
| Open d'Austràlia | A    | 1R   | A    | G    | G    | G    | 3 / 4  | 15 – 1 |
| Roland Garros | A    | 1R   | A    | A    | NC   | QF   | 0 / 2  | 1 – 2  |
| Wimbledon | 2R   | 3R   | A    | A    | NC   |      | 0 / 2  | 3 – 2  |
| US Open | QF   | A    | A    | A    | NC   |      | 0 / 1  | 2 – 1  |
| Llegenda: G: Guanyadora; F: Finalista; SF: Semifinalista; QF: Quarts de final; Q: Qualificació; A: Absent; RR: Round Robin; |      |      |      |      |      |      |        |        |

## Guardons
- WTA Doubles Team of the Year (3): 2018, 2021, 2022[1][2][3]
- WTA Most Improved Player of the Year: 2021[2]